# Mok-dong (metropolitana di Seul)
Mok-dong (목동역?, 木洞驛?, Mok-dong-yeokLR) è una stazione della metropolitana di Seul situata lingo la linea 5 capitale sudcoreana. La stazione si trova nel quartiere di Yangcheon-gu, nella zona sud-ovest di Seul.

## Linee
Seoul Metro
 Linea 5 (Codice: 520)

## Struttura
La stazione possiede due marciapiedi laterali che servono due binari passanti in profondità, con porte di banchina a piena altezza.
| Direzione Hanam Pungsan/Macheon | Linea 5 | per Yeouido, Gongdeok, Jongno 3-ga, Wangsimni, Sangil-dong e Macheon |
| Direzione Banghwa               | Linea 5 | per Kkachisan, Gimpo Aeroporto e Banghwa                             |

## Stazioni adiacenti
| «            | Servizio | »           |
| Linea 5      | Linea 5  | Linea 5     |
| ------------ | -------- | ----------- |
| 519 Sinjeong | -        | Omokgyo 521 |